# David Astorga
David Astorga, né le 4 janvier 1973 à Saint-Mandé (Val-de-Marne), est un journaliste sportif français.

## Biographie
David Astorga est d'ascendance guadeloupéenne.
Après avoir fait ses études à l'École supérieure de journalisme de Paris dont il est diplômé en 1996, il participe à Capital Foot, un journal de presse écrite, de 1997 à 1998.
Il rejoint ensuite Eurosport avant d'intégrer le service des sports du groupe TF1 en 2004. Il se retrouve homme de terrain lors des matchs de l'Équipe de France et de Ligue des champions. David Astorga réalisait également des duplex lors des grandes compétitions ainsi que des interviews ou des reportages pour l'émission Téléfoot. Sa présence à TF1 durant plusieurs années constituera pour lui l'âge d'or de sa carrière journalistique.
David Astorga commente son premier match de football accompagné de Bixente Lizarazu, le 15 juin 2010, lors du premier match de poule du groupe G de la coupe du monde 2010 en Afrique du Sud Côte d'Ivoire - Portugal. Il est l'un des trois journalistes d'Eurosport commentant les matches de Coupe de France pour la saison 2010-2011 avec Christophe Jammot et Christophe Bureau. Il intervient également dans l'émission de Guillaume Di Grazia Soir de Coupe à la fin des tours de Coupe de France.
En juillet 2011, il quitte TF1 pour la chaîne de télévision créée par la Ligue de football professionnel CFoot où il anime C le Talk du lundi au jeudi avec Julie Raynaud. Cependant la chaîne cesse d'émettre le 31 mai 2012.
En 2012, il devient pigiste pour le groupe Canal+ et commente des matchs des championnats anglais, italiens et allemands sur Foot+ et les matchs de Ligue des champions pour Canal+ Overseas. Il présente également Match of ze Day avec Messaoud Benterki pour le groupe Canal+ durant la saison 2013-2014.
De 2015 à 2017, il est le présentateur de l'émission UFC Weekly sur la chaîne Kombat Sport, renommée SFR Sport 5. Il officie sur Ma Chaîne Sport en tant qu'homme de terrain pour les matchs du championnat National.
À partir de 2018 et jusqu'en 2020, il est rédacteur en chef du site marocain d'actualité sportive nationale et internationale : Le360 Sport.
Depuis septembre 2020, il présente sur l'application Free Ligue 1 Uber Eats : Rookies, une émission consacrée aux espoirs de la première division française.
En août 2021, David Astorga rejoint Amazon Prime Video pour être journaliste au bord du terrain pour les matchs de Ligue 1.

## Relations avec les Bleus
David Astorga connaît personnellement plusieurs joueurs ; il a été par exemple dans le même collège que Lilian Thuram à Fontainebleau ou encore, en cadets, dans la même équipe que Claude Makélélé.
À l'issue du match France-Mexique de la Coupe du monde 2010, il reçoit un doigt d'honneur de la part de William Gallas.
La Coupe du monde de football 2010 aura d'ailleurs été le point d'orgue de sa relation détériorée avec les Bleus, David Astorga se disant « dégoûté » de l'ambiance devenue pesante dans une interview donnée à L'Équipe. Le journaliste met en cause Raymond Domenech, sélectionneur de l'époque qui répondait à côté lors des interviews, les critiques de certains joueurs sur des reportages factuels et le manque de reconnaissance pour des sujets revalorisant quelques joueurs dotés d'une image négative.